# Funzione identità
In matematica si chiama funzione identità su un insieme {\displaystyle X} la funzione che associa ad ogni elemento l'elemento stesso.
La funzione identità su {\displaystyle X} si indica con {\displaystyle \mathrm {id} _{X}}. Essa ha dunque {\displaystyle X} come dominio e codominio ed è tale per cui per ogni {\displaystyle x\in X} si ha {\displaystyle \mathrm {id} _{X}(x)=x}.

## Proprietà
La funzione identità è la più semplice tra le funzioni definibili su un insieme, ed è inoltre compatibile con praticamente tutte le strutture matematiche possedute dall'insieme; viene infatti utilizzata come prototipo per definire gli automorfismi, ovvero le funzioni interne ad un insieme, che ne conservano le strutture. All'interno del gruppo degli automorfismi di una data struttura, l'identità costituisce inoltre l'elemento neutro rispetto alla composizione di morfismi.
A seconda delle strutture su cui è applicata, la funzione identità riveste quindi diverse caratteristiche:
- su un insieme è una biiezione;
- su qualunque struttura algebrica è un isomorfismo;
- su uno spazio vettoriale è una funzione lineare;
- su uno spazio metrico è una isometria;
- su uno spazio topologico è un omeomorfismo;
- su una varietà differenziabile è un diffeomorfismo.

## Rappresentazioni
La funzione identità può venire rappresentata in modi diversi a seconda delle caratteristiche degli insiemi su cui è definita; ad esempio:
- sull'insieme {\displaystyle \mathbb {R} } dei numeri reali è possibile rappresentare la funzione {\displaystyle \mathrm {id} _{\mathbb {R} }} con il suo grafico sul piano cartesiano che corrisponde alla bisettrice del primo e terzo quadrante;
- su uno spazio vettoriale di dimensione {\displaystyle n} la funzione identità è una trasformazione lineare rappresentata dalla matrice identità di ordine {\displaystyle n}.